# Colo, Iowa
Colo är en ort i Story County i delstaten Iowa, USA.